# Серро-Галан
Се́рро-Гала́н (ісп. Cerro Galán) — кальдера супервулкану в Центральних Андах, адміністративно розташовані у департаменті Антофагаста-де-ла-Сьєрра аргентинської провінції провінції Катамарка. Має еліпсоїдну форму і є однією з найбільших кальдер у світі з розмірами 35 × 25 км і об'ємом близько 2000 км³. Утворена 2,2 млн років тому в результаті катастрофічного виверження понад 1000 км³ матеріалу. Флора і фауна кальдери типові для центральноандійської сухої пуни.
Через величезні розміри Серро-Галан була визнана кальдерою лише в 1970-і роки згідно з фотознімками із супутника.

## Утворення кальдери
Активний вулканізм в межах місцевості почався приблизно 15 млн років тому з вивержень декількох стратовулканів. При цьому на поверхню вилиті переважно високосилікатні лави: дацитові та андезитові. Кальдера Серро-Галан, так само як і Серро-Панісос, що знаходиться на північніше, ближче до кордону з Болівією, приурочена до двох меридіонально прямуючих геологічних розломів, що розташовані за 20 км один від одного. Вчені вважають що в проміжку 7-4 млн років тому супервулкан зазнав не менше 9 експлозивних вивержень.
Катастрофічне виверження супервулкану, яке призвело до виверження понад 1000 км³ матеріалу, є одним з найбільших в історії Землі з показником вулканічної експлозивності (VEI) 8. Воно відбулося, за оцінками, 2,2 млн років тому, в плейстоцені. Вулканічні фації, представлені виверженими ігнімбритами, поширені в радіусі 100 км навколо кальдери. Потужність ігнимбритів в самій кальдері досягає 1,2 км. Через кілька тисяч років після виверження почався процес відродження вулканічного купола аж до максимальної позначки в 6100 м над рівнем моря.

## Дно кальдери
Дно кальдери (понад 4900 м над рівнем моря) в цілому пласке і в період після виверження супервулкану і до початку відродження купола було заповнене озером. На початок ХХІ сторіччя від нього залишилися розташовані в західній частині кальдери солоні і неглибокі озера з бірюзовою водою: Діаманте (ісп. Laguna Diamante) та Ескондіда (ісп. Laguna Escondida). Бірюзовий відтінок водам Діаманте надають бактерії-ендоліти що живуть тут на невеликій глибині. Озеро примітно гранично суворими природними умовами, до яких пристосувалися ці організми: висока солоність (240 ‰), сильно лужне середовище (pH 11), інтенсивне ультрафіолетове випромінювання (через значну абсолютну висоту), можливі джерела парів сірки, пов'язані з сучасним вулканізмом території, і рекордно високий для навколишнього середовища і біологічних спільнот рівень вмісту арсену (230 мг/л). Не зрозуміла природа гірської породи, що є місцем проживання для ендолітних мікроорганізмів озера Діаманте. Вона складається з карбонату кальцію і кристалічних жил червоного кольору. Рентгеноструктурний аналіз, втім, не виявив збігу з відомими досі мінералами і гірськими породами.
Незважаючи на несприятливі фізико-хімічні умови середовища, Діаманте та Ескондіда є місцем проживання трьох видів фламінго: чилійського, андійського та жовтодзьобого (Джеймса)..